# Naoki Inoue
Naoki Inoue (井上 直輝 Inoue Naoki?), född 5 augusti 1997 i Osaka prefektur, är en japansk fotbollsspelare.
Inoue började sin karriär 2020 i Blaublitz Akita.